# Mara (Iza)
Mara (rumänisch Râul Mara; ungarisch Mára) ist ein Fluss im Norden Rumäniens im Kreis Maramureș.
Das Mara-Tal erstreckt sich über eine Länge von 38 Kilometern. An seinem Ausgang mündet die Mara im Ort Vadu Izei in die Iza. Die Iza fließt kurz darauf bei Sighetu Marmației in die Theiß, welche dort den Grenzfluss zur Ukraine bildet.